# Сіста (присілок)
Сіста (рос. Систа) — присілок у Кінгісеппському районі Ленінградської області Російської Федерації.
Населення становить 19 осіб. Належить до муніципального утворення Фалілєєвське сільське поселення.

## Історія
Згідно із законом від 28 жовтня 2004 року № 81-оз належить до муніципального утворення Фалілєєвське сільське поселення.

## Населення
| 2007 | 2010 | 2017 |
| ---- | ---- | ---- |
| 23   | ↘16  | ↗19  |